# Seznam skupin výtvarníků v Československu a Česku
Seznam skupin výtvarníků v Československu a Česku je seřazen chronologicky. 
Jde o přehled sdružení výtvarníků v jejichž názvu se vyskytuje slovo Skupina, obvykle ve spojení s místním, časovým, početním nebo jiným upřesněním. Heslo Skupina má usnadnit hledání, ale zařazení do Kategorií Spolky výtvarníků je jen pomocné a nepřesné.
V některých případech se jedná o regulérní sdružení tvůrců některého výtvarného směru (kubismus: Skupina výtvarných umělců, Praha, informel: Skupina D, surrealismus: Surrealistická skupina, profese (textilní výtvarníci: Skupina 7), nebo sociálního programu (Skupina 58).
Řada skupin jsou regionální spolky (Skupina devíti – Ostrava, Skupina Horizont – Královéhradecko, Skupina 4 – Brno), spolky spojené s určitou galerií (Skupina Chagall) nebo skupiny spojené jen s jedinou výstavou (Skupina D)
U několika skupin je znám pouze název a chybí přesnější údaje o členech, době a místě vzniku, trvání, atd.  Názvy jsou zde zařazeny na konci seznamu s uvedením jejich členů pro pozdější doplnění.

## Skupina podle data založení

### Skupina výtvarných umělců
Skupina výtvarných umělců působila v Praze mezi lety 1911–1914.

#### Členové
Vincenc Beneš, Aljo Beran, Josef Čapek, Zoroslava Drobná, Ferdiš Duša, Emil Filla, Josef Gočár, Otto Gutfreund, Vlastislav Hofman, Josef Chochol, Pavel Janák, Vincenc Kramář, Josef Kranz, Zdeněk Kratochvíl, Karel František Krejčí, František Kysela, Věra Laichterová Jičínská, Eugen Nevan, Antonín Procházka, Jan Provazník, Stanislav Sochor, Ladislav Šíma, Ester M. Šimerová Martinčeková Fridriková, Václav Špála, Bohumil Stanislav Urban

### Skupina výtvarných umělců v Brně
Skupina výtvarných umělců v Brně působila v Brně mezi lety 1922–1939, později byla nazývána jako Skupina čtyř a ještě později jako Výtvarní umělci Moravská Ostrava (VUMO) (1935).

#### Členové
Antonín Procházka, Emil Filla, Bohumír Dvorský, Richard Brun, Jan Sládek, Josef Gabriel, Aljo Beran, Jaroslav Král, Petr Dilinger, Karel Jílek, Marie Bartoňková-Drábková, Augustin Handzel, Věra Jičínská Laichterová, František Kaláb, Jiří Krejčí, Karel Lenhart, František Malý, Jan Mehl, Linka Procházková Scheithauerová, Jan Provazník, František Reichentál, František Srp, František Václav Süsser, Imro Weiner-Kráĺ, Josef Zamazal, tajemník František Venera, historici umění Eugen Dostál, Albert Kutal, Václav Richter a Zoroslava Drobná

### Surrealistická skupina
Surrealistická skupina působila v Praze mezi lety 1934–1946, později byla nazývána jako Skupina pěti Objektů (50. léta), v 60. letech jako Okruh UDS a ještě později jako Skupina československých surrealistů (70. a 80. léta) a po rozpadu státu v roce 1992 jako Skupina českých a slovenských surrealistů.  
Původní surrealistická skupina / Členové
Vítězslav Nezval, Karel Teige, Jindřich Štyrský, Toyen, Jindřich Heisler, Imre Forbath, Katy King, Vincenc Makovský, Bohuslav Brouk.
Spořilovští surrealisté  / Členové
Zbyněk Havlíček, Robert Kalivoda, Rudolf Altchul, Libor Fára.
Skupina RA / Členové
Ludvík Kundera, Josef Istler, Miloš Koreček, Zdeněk Lorenc, Ota Mizera, Hana Miškovská.
Skupina pěti Objektů / Členové
Karel Teige, Vratislav Effenberger, Karel Hynek, Václav Tikal, Josef Istler, Zbyněk Havlíček, Libor Fára, Mikuláš Medek, Emila Medková, Ludvík Šváb, Jindřich Kurz, Milan Nápravník.
Okruh UDS / Členové
Vratislav Effenberger, Zbyněk Havlíček, Mikuláš Medek, Emila Medková, Ludvík Šváb, Milan Nápravník, Stanislav Dvorský, Petr Král, Prokop Voskovec, Alois Nožička, Karel Šebek,  Zdena Holubová, Věra Linhartová, Roman Erben, Jaroslav Hrstka, Ivan Sviták, Ivo Medek Kopaninský, Martin Stejskal.
Skupina Československých surrealistů / Členové
Vratislav Effenberger, Ludvík Šváb, Emila Medková, Ivo Medek Kopaninský (do r. 1971), Martin Stejskal, Eva Švankmajerová, Jan Švankmajer, Alena Nádvorníková, Albert Marenčin, Karol Baron, Juraj Mojžiš, Andrew Lass
 Po roce 1980 přistoupili / Členové
František Dryje, Jiří Koubek, Josef Janda, Ivo Purš.
Skupina českých a slovenských surrealistů / Členové 
Ludvík Šváb, Martin Stejskal, Eva Švankmajerová, Jan Švankmajer, František Dryje, Josef Janda, Ivo Purš, Andrew Lass, Albert Marenčin, Karol Baron, Jan Daňhel, Jan Kohout, Přemysl Martinec, Ivan Horáček, Kateřina Piňosová, Pavel Surma (do r. 2005), Jan Švankmajer, Eva Švankmajerová, Leonidas Kryvošej (do r. 2018), Lucie Hrušková (do r. 2018), Zuzana Lazarová, Michal Jůza, Kristýna Žáčková
Skupina A.I.V. / Členové (později splynula se Skupinou českých a slovenských surrealistů
Bruno Solařík, David Jařab, Blažej Ingr.

### Skupina 42
Skupina 42 působila mezi lety 1942–48.

#### Členové
Ivan Blatný, František Gross, Miroslav Hák, Jan Hanč, Jiřina Hauková, František Hudeček, Jindřich Chalupecký, Josef Kainar, Jiří Kolář, Jiří Kotalík, Jan Kotík, Kamil Lhoták, Bohumír Matal, Jan Smetana, Karel Souček, Ladislav Zívr

### Skupina 29. augusta
Skupina 29. augusta působila v roce 1945.

#### Členové
Štefan Bednár, Dezider Castiglione, Matylda Čechová, Ladislav Čemický, Orest Dubay, Ladislav Guderna, Ferdinand Hložník, Vincent Hložník, Bedrich Hoffstädter, Viliam P. Chmel, Lubor Kára, Alojz Klimo, František Kudláč, Peter Matejka, Ervín Semian, Václav Sivko, Jozef Šturdík, Alexander Trizuljak, Rudolf Uher, Ladislav Vychodil, Ernest Zmeták, Ján Želibský

### Skupina 7+1
Skupina 7+1 působila v roce 1946.

#### Členové
Zdeněk Gaudl, Jaroslav Kándl, Jan Mehl, Jiří Karel Novák, Jan Nušl, Stanislav Šturz, Adolf Wenig

### Skupina devíti
Skupina devíti působila v Ostravě v roce 1957.

#### Členové
Václav Beránek, Svatoslav Böhm, Antonín Dobeš, Oldřich Kotari-Bolom, Zdeněk Kučera, Eva Říhovská, Karel Říhovský, Zdeněk Skřivan, Karel Svoboda, Karel Vašut

### Skupina 58
Skupina 58 působila v roce 1958.

#### Členové
Josef Brož, Jan Černý, Jaroslav Grus, Karel Hladík, Antonín Kalvoda, Josef Liesler, Josef Malejovský, Václav Vojtěch Novák, Jaroslav Otčenášek, Jan Smetana, Alois Sopr, Vojtěch Tittelbach, Jindřich Wielgus, Richard Wiesner členem byl také malíř 
Vilém Kratochvíl

### Skupina 7
Skupina 7 působila mezi lety 1959–65.

#### Členové
Vlasta Baránková, Emil Jan Cimbura, Věra Drnková-Zářecká, Bohuslav Felcman, Květa Hamsíková Prokopcová, Jan Hladík, Josef Hýsek, Vladimír Komárek, Alice Kuchařová Dorazilová, Ladislav Oliva, Jiří Seifert, Jan Schmid, Vladimír Sobolevič, Pavel Šulc, Ladislav Vacek, Igor Zhoř

### Skupina G
Skupina G působila v roce 1959.

#### Členové
Jiří Balcar, František Burant, Ladislav Dydek, Jiří Hadlač, Jiří John, Arnošt Karásek, Jan Kubíček, Pravoslav Sovák, Jaroslav Šerých, Adriena Šimotová, Karel Vysušil

### Skupina Experiment
Skupina Experiment působila v roce 1959.

#### Členové
František Dvořák, Miloslav Jemelka, Radoslav Kutra, Jaroslav Uiberlay

### Skupina Horizont
Skupina Horizont působila v Královéhradeckém kraji v roce 1962.

#### Členové
Jiří Felger, Jiří Laštovička, František Neradilek, Karel Schmied, Oldřich Tlustoš, František Vítek (loutkář)

### Skupina D
Skupina D působila v roce 1964.

#### Členové
Jiří Balcar, Vladimír Boudník, Josef Istler, Čestmír Janošek, Jan Koblasa, Mikuláš Medek, Karel Nepraš, Robert Piesen, Zbyněk Sekal, Jiří Valenta, Aleš Veselý

### Skupina 5
Skupina 5 působila v roce 1964.

#### Členové
Jiří Berger, Josef Ducháč, Václav Macháň

### Skupina restaurátorů r64
Volné sdružení restaurátorů při SČSVU, činné mezi lety 1964 a 1972.

### Skupina 5 + 2
Skupina 5 + 2 působila mezi lety 1965–68 v tehdejším Gottwaldově.

#### Členové
Bedřich Baroš, Jaroslav Hovadík, Josef Ruszelák, Zdeněk Šutera, Antonín Gajdůšek, František Nikl, Antonín Grůza a Michal Plánka 

### Skupina 4
Skupina 4 působila v Brně v roce 1966.

#### Členové
Olga Bartošíková, Jarmila Čihánková Semianová, Tamara Klimová Janíčková, Viera Kraicová

### Skupina 4
Skupina 4 působila v Třebíči v letech 1966 až 2016.

#### Členové
Václav Dosbaba, Lubomír Kressa st., Miroslav Kubíček, Milan Nestrojil, Arnošt Pacola, Miroslav Pálka, Zdeněk Šplíchal, Zdeněk Štajnc

### Skupina 66
Skupina 66 působila v roce 1966 v Praze a v roce 1967 v Bratislavě.

#### Členové
Jaroslav Alt, Eduard Antal, Josef Němec, Zuzana Rusková Bellušová, Ján Švec, Marián Velba

### Skupina 68
Skupina 68 působila v roce 1968.

#### Členové
Ivan Ruller

### Skupina Konfese
Skupina Konfese působila mezi lety 1970–75. Skupina Konfese byla činná od 5. května 1970 do poloviny 70. let 20. století. Posléze Bohumil Vrzal činnost Konfese obnovil v polovině 90. let 20. století v jiném personálním složení a s účastí četných zahraničních autorů. Znovu ukončena byla před rokem 2010. (Jan Dočekal) 

#### Členové
Bohumil Vrzal, Jan Ondroušek, Vladimír Lavický, Jan Dočekal, Milan Juřena, Františka Konečná, Lubomír Kressa, Ludvík Němeček, Karel Novák, Vladimír Otáhal, Marcela Pavelková, Václav Petr, Antonín Vojtek.  

### Nová skupina
Nová skupina působila v letech 1987–1990

#### Členové
Miroslav Baše, Jan Bauch, Jiří Beránek, Václav Boštík, Michal Brix, Jiří David, Hugo Demartini, Michal Gabriel, Kurt Gebauer, Zdeněk Hölzel, Bohuslav Horák, Karel Hubáček, Miloslav Chlupáč, Věra Janoušková, Josef Jíra, Ivan Kafka, Stanislav Kolíbal, Jan Louda, Jindřich Malátek, Miroslav Masák, Vladimír Merta, Stefan Milkov, Vladimír Novák, Jiří Novotný, Miloš Parma, Karel Pauzer, Petr Pavlík, Jiří Pelcl, Bedřich Piskač, Viktor Pivovarov, Karel Prager, Michael Rittstein, Jaroslav Róna, Viktor Rudiš, Ivan Ruller, Václav Stratil, Jaroslav Šerých, Adriena Šimotová, Alena Šrámková, Alois Wachsmann, Jaromír Zemina, Olbram Zoubek

### Skupina Kontakt
Skupina Kontakt působí do současnosti.

#### Členové
Jiří Meitner, Demeter Haris, Zdeněk Gregor, Rainer Peschl, Miroslav Klenka, Walter Lauf, František Prokop, Vladimír Ščepko, Stanislav Picha, Jan Syrový, Vilém Šarhan, Jaroslav Vodička

### Skupina Experiment 2
Skupina Experiment 2 působila v roce 1999.

#### Členové
Jana Rozková Černohausová

### Skupina Chagall
Skupina Chagall působila v roce 2003.

#### Členové
Jiří Dratva, Alois Jedlička, Oldřich Kodeš, Miroslav Kubátek, Jan Pařízek, Petr Pavliňák, Lubomír Procházka, Alexander Paul, Roman Rozehnal, Josef Schmucker, Petr Šmek, Lubomír Štícha, Walter Taszek, Břetislav Uhlář, Soňa Záchová, Leon Ziembinski

### Skupina 4
Skupina 4 působila v roce 2007 v Třebíči.

#### Členové
Václav Dosbaba, Miroslav Kubíček, Zdeněk Macháček, Milan Nestrojil, Zdeněk Šplíchal, Zdeněk Štajnc

### Skupina 5 + 1
Skupina 5 + 1 působila v roce 2009.

#### Členové
Johana Černá, Jiří Hanuš, Zuzana Nápravová, Jan Smrž, Tomáš Šmilauer, Ivan Špirk

### Skupina Integrace
Skupina Integrace působila v roce 2010 v Brně.

#### Členové
Jan Dočekal, Miloslav Sonny Halas, Josef Konečný, Vít Korčák, Michal Kvapil, Vladimír Lavický, Jaroslav Marák, Jan Ondroušek, Viera Ondroušková Koleková, Vladimír Otáhal, Václav Petr, Karel Slach

### Skupina 0000
Skupina 0000 působila v roce 2000.

#### Členové
Lubomír Konrat, Daniela Loucká, Pavel Ryška, Jakub Staněk

### Skupina 001
Skupina 001 působi v ČR.

#### Členové
Veronika Černá, Pavla Jarmarová, Tereza Kohoutová, Hynek Látal, Barbora Lungová, Jitka Skočková Pittnerová

### Skupina 13
Skupina 13 působí v ČR.

#### Členové
Viktor Rudiš, Ivan Ruller

### Skupina 14
Skupina 14 působí v ČR.

#### Členové
Antonín Kroča

### Skupina 212
Skupina 212 působí v ČR.

#### Členové
Jaroslava Rybová, Walter Taszek, Romana Taszková